# Vespa Cosa
La Vespa Cosa es un modelo de scooter de la marca italiana Piaggio , que se fabricó entre 1988 y 1995 .
Lo destacable del modelo Cosa es su nuevo desarrollo, usando conceptos nuevos como el sistema de frenos accionados hidráulicamente, el sistema de frenado antibloqueo de la rueda delantera (EBC) y el compartimiento debajo del asiento.

## Características técnicas
Equipamiento de freno hidráulico integral. A través del pedal , las ruedas delantera y trasera frenaban con un repartidor de frenada hidráulico. Aun así existía como en los modelos más antiguos de Vespa el freno delantero accionado a través de un cable a la rueda delantera. Este freno delantero es sólo como freno de emergencia y no como freno de servicio.
Un extra adicional disponible de la Cosa fue un sistema de control electrónico de frenado antibloqueo de la rueda delantera, este sistema fue llamado por Piaggio EBC (Electronic Brake Control), control electrónico de frenos.
El motor de la Cosa es esencialmente una evolución de las motorizaciones de la serie PX. Los componentes internos del motor de ambas series son casi idénticas, la caja del motor se diferencian en tres puntos:
- La absorción del oscilación de la Cosa es más amplio que el de la PX
- El amortiguador trasero tiene una forma diferente y es más largo que el de la PX
- La placa de anclaje del freno trasero está diseñada de manera diferente para incluir freno hidráulico

El carburador tiene una llave de combustible eléctrica y un cebador automático. Estas nuevas mejoras nunca se habían montado en una scooter Vespa.

## Generaciones y variantes
La serie se divide en dos generaciones. 

La primera generación se construyó entre 1988 y 1992, a partir de entonces hasta el final la producción fue seguida por la segunda generación que también es conocida como Cosa FL o Cosa 2.
Las dos generaciones difieren en detalles, pero fundamentalmente son técnicamente idénticas. Las opciones de motores son los mismos en ambas generaciones.
Todas las variantes:
- Tipo de motor: Motor de dos tiempos con enfriamiento por ventilación forzada.
- Transmisión: cuatro marchas, con palanca de cambios en la maneta izquierda del manillar.

Cosa 125 (VNR1T):
- Cilindrada: 123,4 cm ³
- Diámetro x carrera: 52,5 mm x 57 mm
- Velocidad máxima: 80 km/h
- Consumo: 2,4 l/100 km

Cosa 150 (VLR1T):
- Cilindrada: 150 cm ³
- Diámetro x carrera: 57,8 mm x 57 mm
- Velocidad máxima: 81 km/h
- Consumo: 2,5 l/100 km

Cosa 200 (VSR1T):
- Desplazamiento: 197,97 cm ³
- Diámetro x Carrera: 66.5mm x 57mm
- Velocidad máxima: 90 km/h
- Consumo: 3l/100km

## Especificaciones
|                              | Cosa 125                                                 | Cosa 150                                                 | Cosa 2001                                                | Cosa 200                                                 |
| ---------------------------- | -------------------------------------------------------- | -------------------------------------------------------- | -------------------------------------------------------- | -------------------------------------------------------- |
| Años en Producción           | 1988 – 1998                                              | 1988 – 1998                                              | 1988 – 1998                                              | 1988 – 1998                                              |
| Prefijo del número de chasis | VNR1T                                                    | VLR1T                                                    | VDR1M                                                    | VSR1T                                                    |
| Tipo de motor                | Motor monocilindrico de dos tiempos refrigerado por aire | Motor monocilindrico de dos tiempos refrigerado por aire | Motor monocilindrico de dos tiempos refrigerado por aire | Motor monocilindrico de dos tiempos refrigerado por aire |
| Cilindrada                   | 123.4cc                                                  | 150cc                                                    | 197.97cc                                                 | 197.97cc                                                 |
| Diámetro x carrera (mm)      | 52.5 x 57.0                                              | 57.8 x 57.0                                              | 66.5 x 57.0                                              | 66.5 x 57.0                                              |
| Potencia en kW (BHP)         | 5.88kW (8 BHP) @5800 RPM                                 | 6.25kW (8.5 BHP) @5700 RPM                               | 7.35kW (10 BHP) @5000 RPM                                | 8.83kW (12 BHP) @6000 RPM                                |
| Torsión máxima (Nm)          | 10.5 Nm @4500 RPM                                        | 12.75 Nm @4500 RPM                                       |                                                          | 14.5 Nm @4500 RPM                                        |
| Índice de compresión         | 9.2:1                                                    | 9.2:1                                                    |                                                          | 8.8:1                                                    |
| Transmisión                  | Manual de cuatro velocidades, cambio en puño izquierdo   | Manual de cuatro velocidades, cambio en puño izquierdo   | Manual de cuatro velocidades, cambio en puño izquierdo   | Manual de cuatro velocidades, cambio en puño izquierdo   |
| Velocidad máxima             | 88 km/h                                                  | 92 km/h                                                  | 95 km/h                                                  | 100 km/h                                                 |
| Capacidad de combustible     | 7.7L                                                     | 7.7L                                                     | 7.7L                                                     | 7.7L                                                     |

1 En Alemania, la Cosa 200 estaba disponible con un motor de 10 BHP. Esto hizo que los seguros fuesen más baratos.

## Problemas conocidos
En la Vespa Cosa los principales problemas típicos son:
- Fuga de freno hidráulico por picaduras de los latiguillos.
- La llave de combustible eléctrica puede fallar, posiblemente por una derivación de corriente.
- El mezclador de aceite suele fallar (no avisa con testigo) y por lo cual gripar el motor, mejor desactivar este y realizar la mezcla en el depósito.

- Datos: Q2521120
- Multimedia: Piaggio Cosa / Q2521120